# 친박
친박(親朴)이란 제18대 대한민국 대통령인 박근혜의 정치적 이미지를 따르는 지지자들이나 그의 측근이었던 정치 세력을 말한다. 이 집단의 여집합은 '비박'이라고 일컬어진다.

## 역사
친박이라는 용어는 2004년 노무현 대통령의 탄핵 소추안이 무리하게 가결되며 악화된 여론 속 한나라당의 구원투수로 박근혜 의원이 한나라당 대표로 선출 및 각종 선거에서 당의 승리를 이끌면서 등장하였다. 2007년부터는 한나라당 대통령 후보 경선에서 당시 박근혜 후보를 지지한 정치인을 가리키는 용어로 친박이 사용되었으며, 친박계는 한나라당의 계파로 부상하였다. 2008년 제18대 국회의원 선거 한나라당 후보 공천 과정에서 탈락한 서청원, 홍사덕 의원 등이 한나라당을 탈당하여 미래한국당에 입당하였고, 이후 총선에서 정체성을 드러내기 위해 당명을 "친박연대"로 변경하였다. 총선 이후 한나라당 강재섭 대표는 탈당자의 복당이 불가하다는 입장을 밝혔으나, 이후 입장을 선회하여 복당을 허용하였다. 친박연대는 당명을 2010년 미래희망연대로 바꾸었고, 같은 해 한나라당과 합당하였다.
이명박 정부 후반기 친이계의 쇠퇴로 친박계는 분화하기 시작하였으며, 박근혜 정부가 출범하면서 친박계의 분화는 가속화되었다. 원박(원조 친박), 범박(범친박), 구박(舊朴, 과거에 친박이었음), 신박(신친박), 복박(돌아온 친박), 홀박(홀대받는 친박), 종박(從朴, 박근혜를 추종하는 친박), 월박(越朴, 비박이었다가 친박으로 넘어감), 멀박(멀어진 친박), 짤박(잘린 친박), 찍박(찍힌 친박), 옹박(박근혜 옹위) 부대 등 분화된 친박을 칭하기 위하여 다양한 파생 용어가 등장하였다. 원박은 2007년 박근혜 당시 경선 후보를 지지한 정치인을 가리키는 말이며, 복박은 박근혜 후보가 경선에서 이명박 후보에게 패배한 이후, 박근혜와 정치적으로 멀어졌다가 다시 친박으로 복귀한 자를 말한다. 월박은 당초 친이계(친이명박계)였으나 친박계로 넘어온 자를 뜻한다. 구박이란 2007년부터 박근혜를 보좌한 자를 말하며, 이에 대응되는 신박은 2010년 이후부터 친박에 편입한 자를 말한다. 멀박은 원박이었다가 정치적으로 멀어진 자를 말하며, 이후 이들이 새누리당 비박계의 핵심 세력을 형성하였다. 박근혜 대통령이 2015년 11월 10일 국무회의에서 국회를 겨냥하여 “진실한 사람들만이 선택받을 수 있도록 해달라”고 말한 이후에는 진박(진실한 친박)과 가박(가짜 친박)이라는 용어도 등장하였다.
최순실 등의 민간인이 국정을 농단했다는 박근혜-최순실 게이트가 불거진 이후 비박계는 박근혜 대통령의 탄핵에 찬동하였으며, 2016년 12월 9일 박근혜 대통령 탄핵 소추안이 국회에서 가결된 이후 친박계와 비박계의 갈등은 더욱 증폭되었다. 12월 16일 새누리당 의원총회에 정우택 의원이 나경원 의원을 제치고 원내대표로 선출되자 이정현 대표를 비롯한 새누리당 지도부가 사퇴하였다. 비박계에서는 유승민 의원을 비상대책위원장으로 추천했으나 받아들여지지 않았고, 새누리당 비박계 의원 35명은 12월 27일 새누리당을 탈당한다고 21일 발표하였다. 27일 비박계 의원 29명이 새누리당을 탈당하여,  개혁보수신당의 창당을 선언하였다. 2017년 1월 2일에는 박근혜 대통령의 최측근으로 불리던 이정현 전 새누리당 대표가 당 쇄신 요구에 탈당을 선언하였다. 2월 13일에 새누리당은 자유한국당으로 당명을 변경하였으나, "박근혜 대통령과의 거리두기와 선긋기"는 부정하였다.
2017년 3월 10일 헌법재판소가 박근혜 대통령을 파면하고, 3월 31일 박근혜 전 대통령이 구속되면서 정치적 구심점이 사라져, 자유한국당 내에서의 입지가 급속히 위축되었다.
이후 자유한국당을 탈당한 친박들은 새누리당, 대한애국당의 친박 정당들이 등장하면서 친박들은 박근혜 전 대통령의 무죄석방과 명예 유지, 정권 교체를 요구하여 시위와 집회를 벌이게 되었다.
다만 의원으로는 2-3명에 불과해 여전히 자유한국당 내에 친박 의원은 50명 이상으로 분류된다. 홍준표 당시 자유한국당 대표는 당 쇄신 차원에서 2017년 11월 3일 박근혜 전 대통령을 제명하면서 강제로 출당 조치했고, 친박계는 반발했다.

## 같이 보기
- 박근혜
- 박근혜 정부
- 친박신당
- 미래희망연대 (옛 친박연대)
- 자유한국당 (옛 한나라당, 새누리당, 자유한국당)
- 국민의힘 (옛 미래통합당)
- 새누리당 (2017년)
- 대한애국당
- 우리공화당
- 이회창
- 황교안
- 최순실
- 우익